# Neritina virginea
Neritina virginea är en snäckart som först beskrevs av Carl von Linné 1758.  Neritina virginea ingår i släktet Neritina och familjen båtsnäckor. IUCN kategoriserar arten globalt som livskraftig. Inga underarter finns listade i Catalogue of Life.

## Bildgalleri

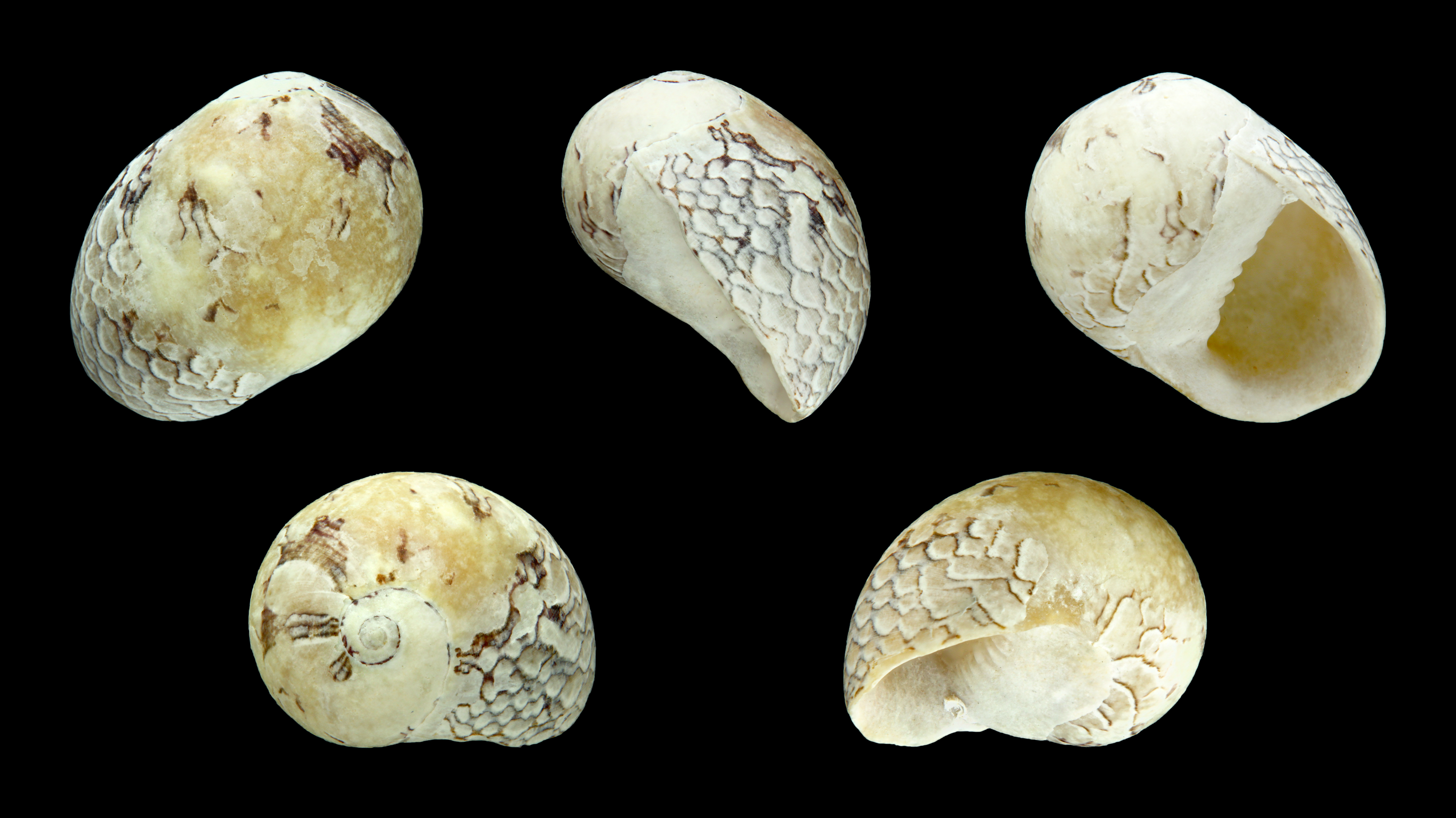
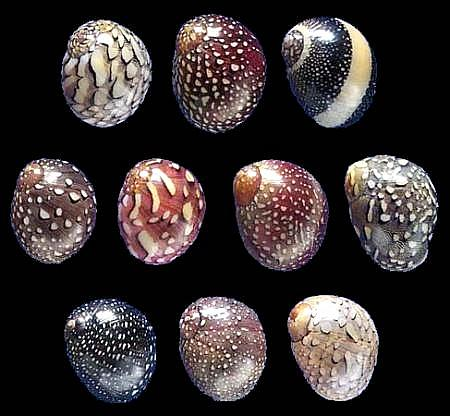